# Alejandro Ramírez del Molino
Alejandro Ramírez del Molino Morán (Badajoz, 3 de junio de 1951-Ibidem, 22 de agosto de 2016) fue un político español, diputado por Badajoz en el Congreso durante las IX, X, XI y XII legislaturas.
Fue también delegado del Gobierno en Extremadura del 9 de enero al 11 de mayo de 2012.